# 트란스니스트리아의 국기

트란스니스트리아의 국기 비율 1:2

트란스니스트리아의 국기 (민간기) 비율 1:2

트란스니스트리아 몰도바 공화국의 국기(러시아어: Государственный флаг Приднестровской Молдавской Республики)는 2000년 7월 25일 트란스니스트리아에서 공식 제정되었다.
빨간색, 초록색, 빨간색 세 개의 가로 줄무늬로 구성된 바탕에 깃대 쪽으로 노란색 낫과 망치, 붉은 별이 그려져 있다. 민간기는 낫과 망치, 별이 없는 형태의 기를 사용한다. 1952년부터 1990년까지 사용되었던 몰도바 소비에트 사회주의 공화국의 국기와 거의 비슷한 형태의 디자인이다.

트란스니스트리아의 제안된 국기 디자인

## 같이 보기
- 몰도바의 국기
- 몰도바 소비에트 사회주의 공화국의 국기